# Epicriidae
Epicriidae är en familj av spindeldjur. Epicriidae ingår i ordningen kvalster, klassen spindeldjur, fylumet leddjur och riket djur.